# 밀의종교

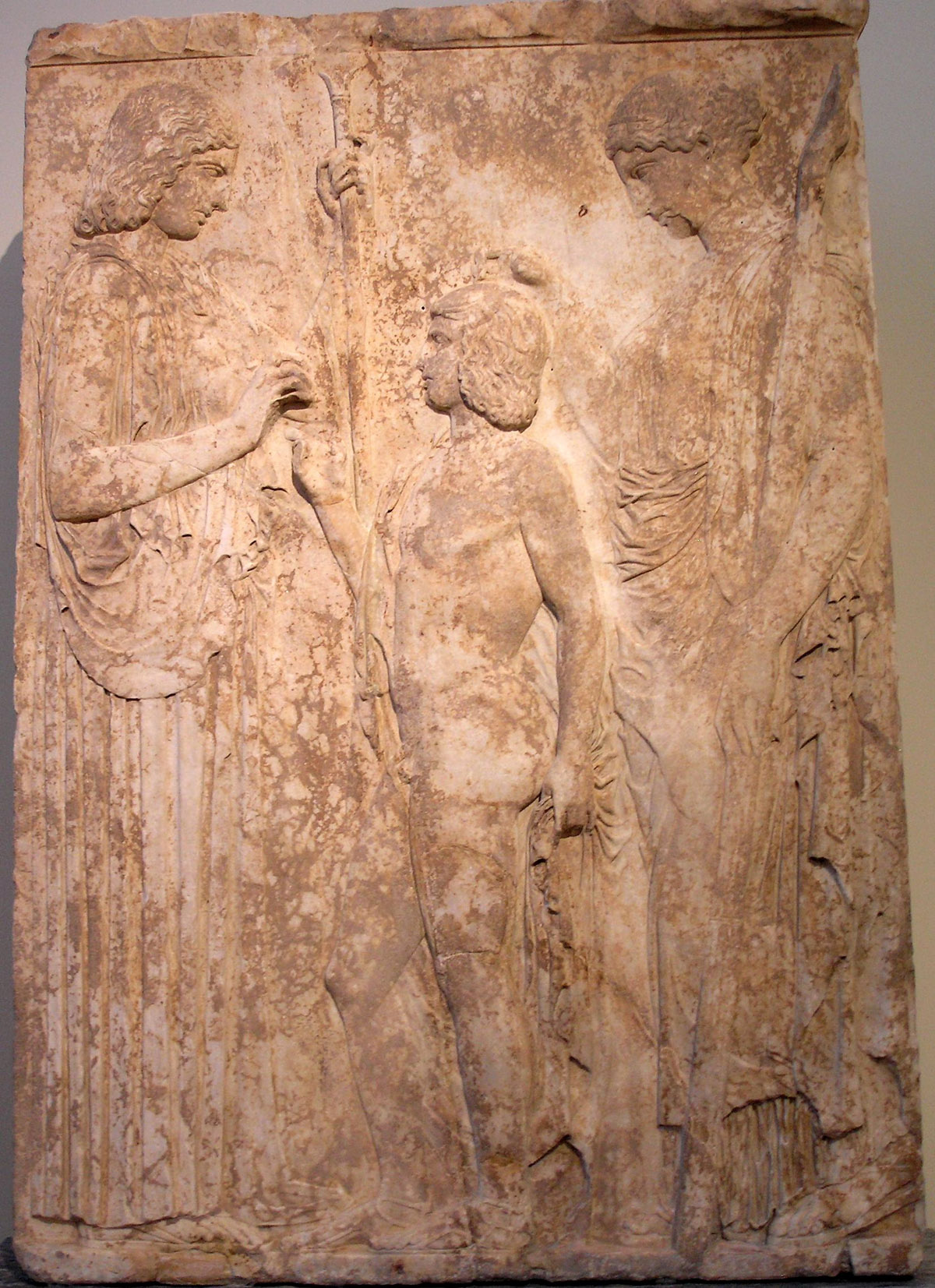
위 그림에서 트리프토레모스는 데메테르로부터 밀 다발을, 페르세포네로부터 축복을 받고 있다. 기원전 5세기 부조. 아테네 국립 고고학 박물관.
엘레우시스 밀의종교는 고대 그리스의 엘레우시스를 기반으로 하는 그리스 신화의 두 여신 데메테르와 페르세포네의 컬트 종교이자, 이 컬트 종교의 가르침 또는 이 컬트 종교가 엘레우시스에서 매년 개최한 신비 제전 또는 비전 전수 의식을 가리킨다.

밀교(密敎, Mysteries, μυστήρια) 또는 밀의종교(密儀宗敎, Mystery religion)는 해당 가르침 또는 종교의 입문자 또는 비전가(initiates, 이하 비전가)에게만 그 가르침의 내용이 알려진 고대 그리스와 로마의 컬트 종교들을 통칭한다. 이 종교들은 비전(祕傳 · initiation)과 종교적 수행과 실천의 세부 내용을 외부로 밝히지 않는 비밀엄수주의를 주된 특징으로 한다.
고대 그리스-로마 세계에서 가장 유명했던 신비 종교 또는 밀의종교는 엘레우시스 밀의종교(Eleusinian Mysteries)였다. 이 컬트 종교는 아주 오래된 밀의종교로 그리스 암흑기(기원전 13~9세기) 이전부터 존재하였다. 밀의종교들은 고대 후기(기원후 2~8세기) 동안 융성하였는데, 예를 들어, 기원후 4세기에, 후대에 "배교자 율리아누스"라고 불린 로마 황제 율리아누스는 서로 다른 세 가지 밀의종교에 입문하여 비전을 전수받았던 것으로 알려져 있다. 그리고 이러한 후대의 컬트 종교들 중 특히 유명했던 것으로는 고대 로마 제국의 군인들 사이에 널리 믿어진 미트라교(Mithraic Mysteries)가 있다.
비록 이들 밀의종교의 대체적인 내용에 관해서는 "알려진 정보를 바탕으로 한 합리적 추정"이 있긴 하지만, 이들 밀의종교가 유지한 비밀엄수주의와 밀의종교에 대한 기원후 4세기 이후의 기독교의 박해 때문에 이들의 종교적 수행과 실천의 세부 내용은 학자들에게 알려져 있지 않다.:50f

## 용어
"밀의 또는 "신비라는 용어는 그리스어 미스테리온(μυστήριον)에서 유래되어 라틴어 미스테리움(mysterium)을 지나온 낱말이다. 대개 단수형 대신 복수형이 사용되는데 그리스어 복수형 미스테리아(μυστήρια)에서 유래한 것이다. 이러한 유래에 따르면, 밀의종교(Mysteries) 또는 신비(Mysteries)는 "비밀한 의식들 또는 교의들"을 뜻한다. 때문에 영어 Mysteries는 문맥에 따라 신비 가르침, 신비, 비의, 비전 전수 의식, 신비 제전, 제전, 신비 종교, 신비주의 종교, 밀의 종교 등으로 번역되고 있다.
이러한 어떤 "밀의종교(Mystery)"를 따른 사람을 "미스테스(mystes)", 즉 밀의가(mystic)라고 한다. 이 문맥에서 미스테스(신비가)는 "비전 전수를 받은 사람" 즉 비전가(initiate)를 뜻한다. 미스테스(신비가)라는 낱말은 한편으로는 "닫다 또는 차단하다"를 뜻하는 "미에인(myein)"으로부터도 유래했는데 이 유래는 비밀엄수, 즉 눈과 입을 닫는 것을 가리키며:56 또는 오직 비전가들만이 의식에 참여하거나 참관할 수 있다는 것을 가리킨다.
따라서, 위의 어원적 유래에 따를 때 "밀의종교(Mysteries)"는 그 모든 종교적 활동이 비비전가들 또는 비입문자들에게는 닫혀 있으며 그 교의와 수행법이 일반 대중에게는 비밀로 되어 있는 컬트 종교를 뜻한다.

## 목록
고대 그리스와 로마에는 다음의 밀의종교들 또는 신비종교들이 있었다.:21
- 엘레우시스 밀의종교(Eleusinian Mysteries)
- 디오니소스 밀의종교 또는 디오니소스교(Dionysian Mysteries)
- 오르페우스 밀의종교 또는 오르페우스교(Orphic Mysteries 또는 Orphism)

로마인들이 다른 문화로부터 수용한 몇몇 신들이 다음의 밀의종교 또는 신비종교의 형태로 숭배되었다.:21
- 고대 이집트의 이시스 밀의종교(Mysteries of Isis)
- 고대 이집트의 오시리스 밀의종교(Osiric Mysteries 또는 Osirian Mysteries)
- 고대 페르시아의 미트라 밀의종교(Mithraic Mysteries)
- 트라키아와 프리기아의 사바지오스 밀의종교(Sabazian Mysteries)
- 프리기아의 키벨레 밀의종교(Mysteries of Cybele)

## 성격
밀의종교 또는 신비종교는 헬레니즘 종교의 세 유형 중 하나를 이룬다. 나머지 둘 중 하나는 특정 국가 또는 민족에 특정한 황제 숭배, 군주 숭배 혹은 민족 종교이며, 다른 하나는 신플라톤주의와 같은 철학적 종교이다. 이러한 유형 구분은 바로(116~27 BC)가 신학을 3부문으로 나눈 것과 상응한다. 바로는 신학을 시민 신학 · 자연 신학 · 신화 신학의 3부문으로 나누었다. 시민 신학은 정치 신학이라고도 불리는데 이 신학은 국가 컬트 종교와 이러한 종교가 사회를 안정화시키는데 하는 역할에 관련된 신학이다. 자연 신학은 신의 성품과 본질에 대한 철학적 사색이며, 신화 신학은 신화와 의식(儀式)에 관련된 신학이다. 밀의종교 또는 신비종교는 이들 중 신화 신학에 해당한다.
그리스-로마 시대의 밀의종교 또는 신비종교는 시민 종교와 경쟁하였다기 보다는 이들을 보충하는 역할을 하였다. 당시에 개인은 국가 컬트 종교의 제전들과 의식(儀式)들에 별다른 어려움 없이 참가할 수 있었으며 그러면서 동시에 하나 혹은 다수의 밀의종교에서 비전을 받을 수 있었고, 또한 이와 동시에 특정 철학 학파를 지지하는 것이 가능하였다.:99
그리스-로마의 다신교 사회에서, 시민 종교의 공공의 의식(儀式)의 경우 해당 사회의 모든 구성원이 참가하도록 되어 있었던 반면, 특정 밀의종교에서 비전 전수를 받는 것은 각 개인의 선택에 달린 것이었다. 그리고 공공의 종교에서 수행되었던 희생 의식, 식사 의식, 정화 의식 등의 종교적인 실천들 중 많은 것들이 밀의종교에서도 반복되었는데, 다만 단순한 반복에 그치지 않고 해당 밀의종교의 비전가들에게만 비밀히 전수되는 종교적 실천들이 부가되는 형태로 전개되었다.:86
이러한 점은 초기 기독교가 받았던 박해의 이해에 있어서 중요한 사항이다. 당시의 로마 제국의 지배층은 기독교 고유의 종교적 교의나 실천(수행법과 생활 방식) 때문에 기독교를 반대한 것이 아니었다. 초기 기독교인들은 자신들의 새로운 신앙은 황제 숭배의 국가 종교에 참가하는 것과는 양립할 수 없다고 생각하였고 따라서 황제 숭배를 거부하였는데, 로마 제국의 지배층은 초기 기독교인들의 이러한 황제 숭배를 거부하는 생각과 실천이 체제전복적인 사고와 행위라고 보았으며 이 때문에 기독교를 반대하고 박해하였다.
밀의종교들은 고대의 종교적 의식(儀式)을 보존하는 적합한 장소로서의 역할을 하였다. 이와 관련하여, 밀의종교들이 아주 보수적이었다고 가정하는 것이 타당한 이유가 있다. 예를 들어, 엘레우시스 밀의종교는 거의 2천년의 기간을 이어 왔는데 이 기간 동안 공공의 종교의 의식은 현저히 변화하였다. 즉, 공공의 종교는 청동기 시대의 고대 컬트 종교, 철기 시대 초기의 고대 컬트 종교, 헬레니즘 시대의 영웅 컬트 종교, 로마 시대의 황제 숭배 종교 등으로 이어지면서 그 의식(儀式)이 처음과는 크게 달라졌다. 반면, 밀의종교들에서 수행된 의식(儀式)은 우리가 아는 한 모든 면에서 전혀 변화 없이 유지되었다. "밀의종교들은 많은 경우 야만 시대로부터 이어져 온 것이다. 밀의종교들은 유례가 없을 정도로 지속되었다. 고대 아테네 근처의 엘레우시스에서 열렸던 밀의종교 또는 신비종교는 천년 동안 지속되었다. 그리고 이 밀의종교 또는 신비종교가 그 긴 기간 동안 거의 변하지 않았을 것이라고 믿을 만한 이유가 있다.":51 이러한 이유로, 고대 그리스의 밀의종교에 대해 지금 우리가 가지고 있는 대체적인 그림들은 원(原)인도유럽 종교(common Indo-European religion)의 특정한 고대 요소들을 반영하고 있는 것으로 여겨지며, 특히 인도이란 종교(Indo-Iranian religion)와 유사점이 많은 것으로 여겨지고 있다.

## 기독교와의 관계
기원후 2세기에 순교자 유스티노(Justin Martyr: 100~165)는 자신의 저서 《제1 호교론(First Apology)》에서 이들 밀의종교들을 참된 신앙의 "악마적 모사품"이라고 하였으며 "악마들은 모세가 말한 것을 모방하여 프로세르피나(그리스 신화의 페르세포네)가 유피테르의 딸이라고 주장하며 또한 사람들을 선동하여 코레(Kore)라는 이름으로 이 여신의 상을 세우도록 하고 있다"고 말하였다. 순교자 유스티노의 예에서 보이는 바처럼, 기원후 1~4세기 동안 기독교는 "이들 밀교들이 기독교의 메시지를 수용하는 비유대교적 지평의 한 요소로서 자리하고 있는 한" 밀의종교들과 직접 경쟁하여야 했다.
또한 기독교는 "초기 단계에서 이들 밀의종교들(의 교의와 의식)을 포용함으로써 비기독교 문화에 기독교가 전파되고 수용될 수 있도록 하였으며" 또한 이들 밀의종교들은 "초기 기독교의 이러한 기독교 전파와 수용의 과정에 일정한 기여를 하였다.":152
클록과 맥닐의 견해에 따르면 "우리가 알고 있는 형태의 기독교의 성사(聖事) 또는 성례전(聖禮典)의 교의와 의식은 이러한 상호작용이 없었다면 생겨날 수 없었을 것이다. 또한, 그리스도론의 교의를 보면 당시의 기독교인들이 어떻게 하면 신화적 유산을 '취하여' 그것을 정화시키고 고양시킬 수 있는 지를 잘 알고 있었다는 것을 볼 수 있다.":152
기독교가 로마 제국의 국교가 되는 시점 전후로 밀의종교를 비롯한 비기독교는 기독교와 로마 제국의 박해를 받았다. 밀의종교에 대한 당시의 기독교의 박해로는 콘스탄티누스 1세와 2세의 밀의종교 신전들의 약탈, 폐쇄 및 파괴와 테오도시우스 1세가 기원후 392년에 칙령을 통해 엘레우시스 밀의종교의 신전들과 성역들을 폐쇄한 것을 특히 들 수 있다.

## 같이 보기
- 고대 그리스 종교(Religion in ancient Greece)
- 그리스 신화(Greek mythology)
- 고대 이집트 종교(Ancient Egyptian religion)
- 나비기움 이시디스(Navigium Isidis)
- 나스티시즘(Gnosticism)
- 신플라톤주의(Neoplatonism)
- 헤르메스주의(Hermeticism)
- 초기 기독교(Early Christianity)
- 초기 기독교의 역사(History of early Christianity)
- 로마 제국 시대의 기독교 박해(Persecution of Christians in the Roman Empire)
- 그리스-로마 다신교의 쇠퇴(Decline of Greco-Roman polytheism)
- 기독교 로마 제국의 비기독교 박해(Persecution of Pagans by the Christian Roman Empire)
- 테오도시우스 1세 치하의 기독교의 비기독교 박해(Christian persecution of paganism under Theodosius I)
- 서양의 밀교(Western esotericism)

## 참고 문헌
- Burkert, Walter (1987). 《Ancient Mystery Cults》. Cambridge, Mass.
- Chisholm, Hugh, ed. (1911). 〈Mystery〉. 《Encyclopædia Britannica》. Cambridge: Cambridge UP.
- Dodds, Eric R. (1968). 《The Greeks and the Irrational》. Berkeley: UC Press.
- Frazer, James G. (1957). 《The Golden Bough: A Study in Magic and Religion》. London: Macmillan.
- Kirk, Geoffrey S. (1970). 《Myth: Its Meaning and Function in Ancient and Other Cultures》. Cambridge: Cambridge UP.
- Meyer, W. M. (1987). 《The Ancient Mysteries: A Sourcebook. Sacred Texts of the Mystery Religions of the Ancient Mediterranean World》. San Francisco.
- Willoughby, H. R. (1929). 《Pagan Regeneration: Study of Mystery Initiations in the Graeco-Roman World》. Chicago.
- Brigitte Le Guen, 《Les Associations de Technites dionysiaques à l'époque hellénistique》, 2 vol. (Nancy, 2001).
- Sophia Aneziri, 《Die Vereine der Dionysischen Techniten im Kontext der hellenistischen Gesellschaft》 (Stuttgart, 2003).
- Michael B. Cosmopoulos (ed), 《Greek Mysteries: the archaeology and ritual of ancient Greek secret cults》 (London, Routledge, 2003).
- Delneri, Francesca, 《I culti misterici stranieri nei frammenti della commedia attica》 antica (Bologna, Patron Editore, 2006) (Eikasmos, Studi, 13).
- Virgili Antonio, Culti misterici ed orientali a Pompei, (Roma, Gangemi, 2008)
- Giovanni Casadio and Patricia A. Johnston (eds), 《Mystic Cults in Magna Graecia》 (Austin, TX, University of Texas Press, 2009).
- Hugh Bowden, 《Mystery Cults of the Ancient World》 (Princeton, Princeton UP, 2010).